# Clasificación para el Torneo de Fútbol en los Juegos Olímpicos de Los Ángeles 1984
La Clasificación para el Torneo de Fútbol en los Juegos Olímpicos de Los Ángeles 1984 fue el proceso clasificatorio al Torneo Olímpico de Fútbol de 1984.

## Cupos
Los 16 cupos fueron repartidos de esta manera:
Clasificados automáticamente:
• Estados Unidos (Anfitrión)
• Italia
• Europa: 4 cupos disputados por 21 selecciones.
• CONMEBOL: 2 cupos disputados por 6 selecciones.
• Concacaf: 2 cupos disputados por 3 selecciones.
• África: 3 cupos disputados por 30 selecciones.
• Asia: 3 cupos disputados por 19 selecciones.

## Clasificatorias

### UEFA(Europa)
En la Clasificación de Europa los equipos se dividieron en 4 grupos de alrededor de 5 a 6 selecciones. La eliminatoria se disputó entre el 23 de marzo de 1983 y el 22 de abril de 1984. Los ganadores de cada grupo fueron la Unión Soviética, Alemania Democrática, Yugoslavia y Francia mientras que Checoslovaquia clasificó automáticamente como campeón vigente, sin embargo este último y otras selecciones como la Unión Soviética y la Alemania Democrática se retiró debido al Boicot a los Juegos Olímpicos de 1984, por lo que fueron reemplazados por Italia, Alemania Federal y Noruega.

### Conmebol(Sudamérica)
El Torneo Preolímpico Sudamericano sirvió una vez más como el torneo clasificatorio usado por la Conmebol para los Juegos Olímpicos, en esta edición las 6 selecciones se dividieron en 2 grupos de 3 dónde los 2 primeros de cada grupo pasaban a la fase final que constaba de una liga, los equipos clasificados fueron Brasil y Chile. El torneo se disputó entre el 8 al 21 de febrero de 1984.

### Concacaf(Norteamérica, Centroamérica y el Caribe)
En el Preolímpico de Concacaf de 1984 en la ronda final se jugó una liga de 3 selecciones de cada continente (Norteamérica, Centroamérica y del Caribe) dónde Costa Rica fue el campeón y Canadá subcampeón. Los partidos se disputaron entre el 2 de marzo de 1984 y el 25 de abril de 1984.

### CAF(África)
En la clasificatoria africana participaron 30 selecciones, inicialmente se hizo una fase preliminar, dónde 12 de 30 selecciones participaron, luego a partir de la segunda fase hasta la última se utilizó un sistema de eliminación directa donde en la ronda final Egipto, Camerún y Marruecos clasificaron. Los partidos se disputaron entre el 3 de marzo de 1983 hasta el 26 de febrero de 1984.

### AFC(Asia)
La eliminatoria asiática constaba de 5 grupos de alrededor de 4 a 5 selecciones, los 2 primeros de cada grupo, clasificaron a la ronda final, dónde se dividieron en 2 grupos de 5 selecciones, Arabia Saudita y Catar clasificaron directamente, mientras que Corea del Sur e Irak jugaron un repechaje dónde esté último clasificó. Los partidos se disputaron entre el 12 de agosto de 1983 hasta el 29 de abril de 1984.

## Clasificados a los Juegos Olímpicos
- Estados Unidos
- Italia
- Francia
- Noruega [n 2]
- Alemania Federal [n 3]
- Yugoslavia
- Camerún
- Egipto
- Marruecos
- Irak
- Arabia Saudita
- Catar
- Canadá
- Costa Rica
- Brasil
- Chile